# Panelprogram

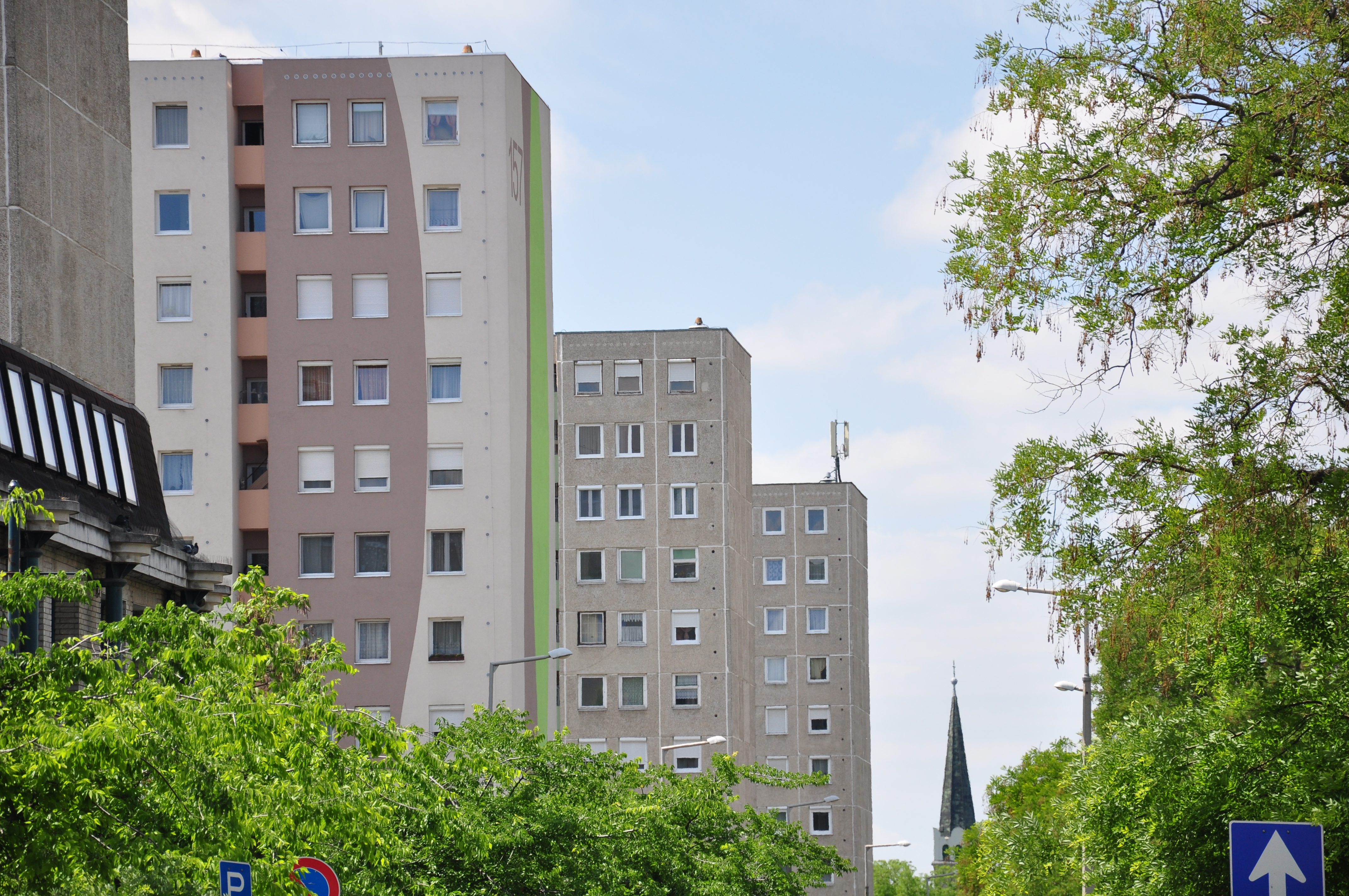
A rákoskeresztúri lakótelep házai, előtérben egy panelprogramon már átesett épülettel

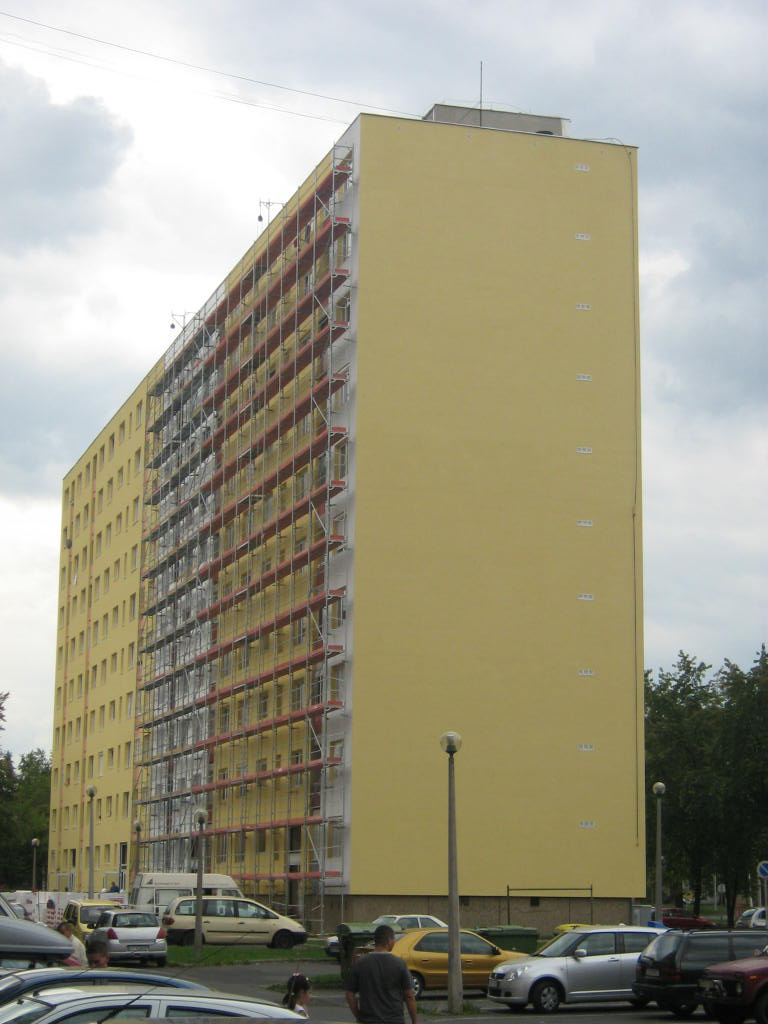
Hőszigetelik egy kazincbarcikai panelépület homlokzatát 2007-ben

Az ún. panelprogram (hivatalos nevén iparosított technológiával épült lakóépületek energia-megtakarítást eredményező korszerűsítésének, felújításának támogatása) a rendszerváltozás utáni Magyarország legnagyobb, kormányzati ciklusokon átívelő lakóépület-rehabilitációs programja. A panelprogram során olyan fejlesztéseket támogatnak, amelyek hatékonyabbá teszik a panelházak energiagazdálkodását. Eddig a legtöbb fejlesztés Székesfehérváron történt, itt csaknem minden panelépületet érintett a program. A program következtében számos nagyvárosunk lakótelepeinek jelentősen megváltozott az arculata.

## Története

### Előzmények, az első Panelprogram
Az 1960-as évektől kezdve a rendszerváltozásig a legtöbb magyarországi városban épültek iparosított technológiával, előre gyártott vasbeton elemekből álló, döntően lakócélú épületek. A köznyelv által egyszerűen panelháznak nevezett lakótömbök az ezredfordulóra egyre leromlottabb állapotba kerültek. Az épületek folyamatosan romló műszaki helyzete azok drasztikus leértékelődésével, az értékvesztés pedig a lakosaik tömeges vagyonvesztésével, a lakótelepek deklasszálódásával fenyegetett. A jellemzően a Kádár-korszakban épült lakótelepek felújításának állami támogatását fideszes országgyűlési képviselők kezdeményezték még 2000-ben. A panelházak felújítására 2001-től kezdve juttatott forrásokat a kormányzat. A Panelprogramnak elkeresztelt, többször módosított összetételű támogatási formát valamennyi későbbi magyar kormányzat fenntartotta és az ország pénzügyi lehetőségeihez képest támogatta is.

### Második Panelprogram
2008-tól a program az Új Magyarország Lakás Felújítási Program részeként működött tovább. 2011-ben a kormány ismét átszervezte a programot: a panelépületek felújításának támogatását az Új Széchenyi Terv Zöld Beruházási Rendszer nevű alprogramja vette át, amelyet a nemzetközi CO2-kvóták nemzetközi kereskedelméből finanszíroztak. Ugyanakkor a ZBR-ben lévő pénz elégtelen volt a korábban támogatandónak ítélt pályázatok finanszírozására, ezért 2011-ben a további pályáztatást a program története során először hosszabb időre felfüggesztették.

### Harmadik Panelprogram
A harmadik programot 2013-ban jelentették be 2014-es indulással. A program végül nem indult el, helyette általános társasházi épületfelújítási program indult 2015-ben az Otthon Melege program keretében, melyből mindössze csak 430 társasház részesült támogatásban, és 13975 lakás újult meg. A több 4 milliós magyar lakásállomány 70% elavult energetikailag 2030-ig meg kellene duplázni a mélyfelújítások (komplex energiahatékony felújítás, jelentős energiamegtakarítással) arányát.

## Támogatott fejlesztések

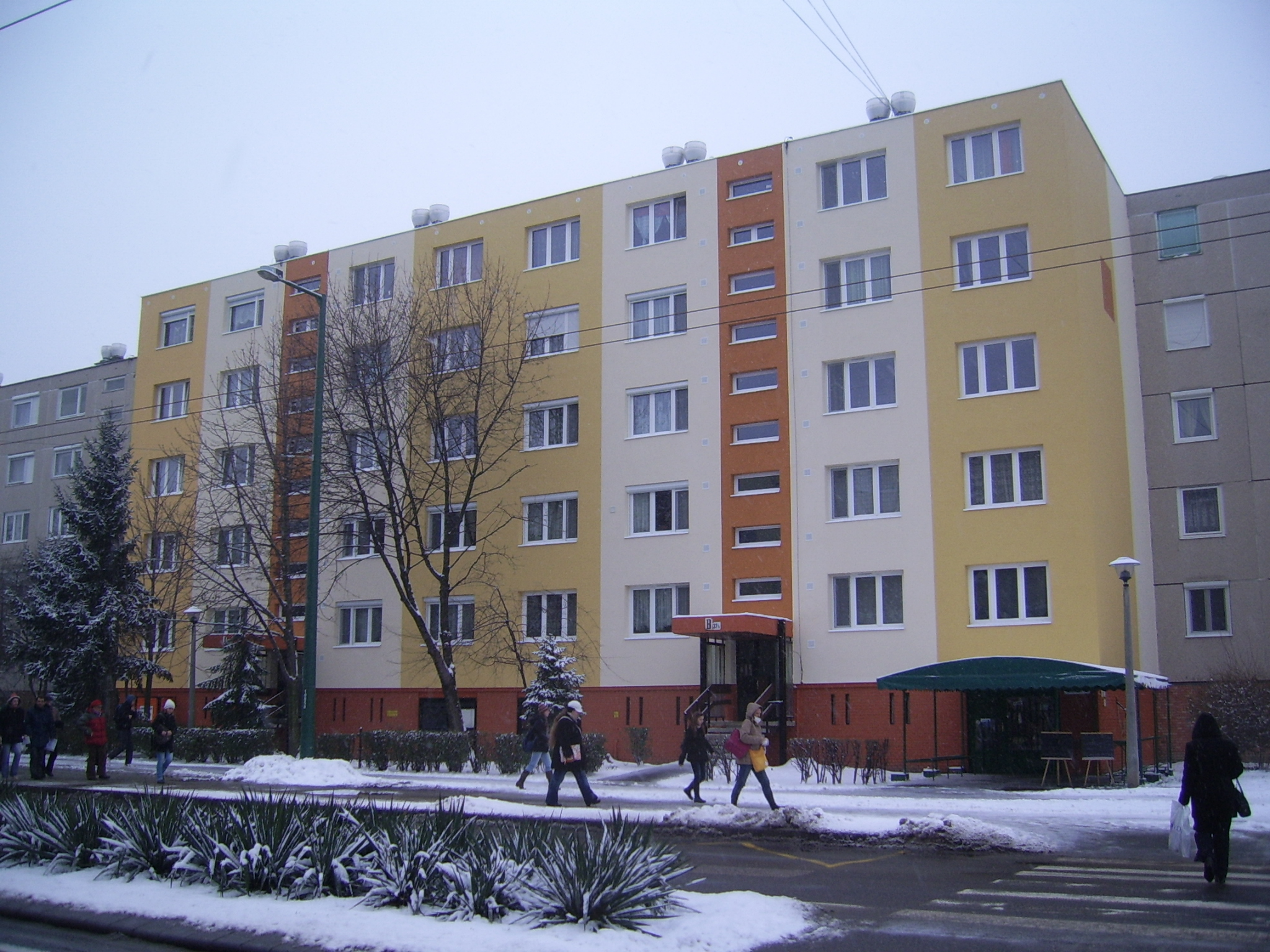
Homlokzati hőszigetelésen és ablakcserén átesett panelépület Szegeden

Az Kádár-korszak évtizedeiben épült panelházak egyik leggyengébb pontja a hőszigetelés csekély mértéke, illetve elégtelensége. A lakótelepek otthonainak melegét a települések többnyire külföldről, valutáért beszerzett és folyamatosan dráguló energiahordozókkal (zömmel földgáz és kőolaj hőerőművekben történő elégetésével) a távfűtés rendszerein keresztül oldották meg, így az állam számára a legkedvezőbb megoldás az volt, ha az épületek hőszigetelését támogatja. A panelházak külső falainak hőszigetelése mellett külön támogatják a régi, elavult nyílászárók (ajtók és ablakok) korszerűekkel történő cseréjét is. 2008-tól kezdve a programba a panelházak közműhálózatainak felújítását is bevonták.
A 2008-as pályázat elemei:
- Nyílászárók energia-megtakarítást eredményező felújítása vagy cseréje
- Homlokzatok és födémek hőszigetelése
- Épületgépészeti rendszerek korszerűsítése, felújítása
- A megújuló energiafelhasználás növelése

A panelprogramtól adminisztratív úton elkülönítve, de azt kiegészítve több magyar nagyváros is belevágott lakótelepeik közterületeinek felújításába. A program a közterületek megújításával együtt a lakótelepek komplex revitalizációját eredményezi.

## Eredmények
2007-ig a panelprogramra az állam 34,4 milliárd forintot költött. A támogatás révén az ország 820 000 panellakásából 190 000-et (23%át) újítottak fel valamilyen formában. Az érintett lakások energiafelhasználása 8-50%-kal csökkent.

## Lásd még
- Lakótelep
- Panelház
- Budapest lakótelepeinek listája